# Bordius
Bordius és un petit agregat (3 habitants el 2019) del terme de Canejan (Vall d'Aran), situat al sud-est del cap de municipi, en una posició molt enlairada (1.140 m altitud) a l'esquerra de la vall del riu de Toran, prop del barranc de Bordius també anomenat Gilauedre. Conservava algunes quadres amb els antics teulats de palla fins a mitjan dècada de 2020. No tenint-ne cap en l’actualitat, a dia 7/11/2022. Bordius és inclòs en l'Inventari del Patrimoni Arquitectònic de Catalunya.

## Descripció
Çò de Tòn deth Donis (Bordius) fóra l'últim exemple que resta a la Val d'Aran de cases amb tet de palha. La disposició de la casa segueix un model de construcció ancestral que consisteix a adossar l'edifici a un vessant que d'aquesta manera fa paret de fons, alhora que el desnivell convenientment agençat fa possible la integració en una mateixa construcció de l'habitatge i de les activitats econòmiques amb accessos independents que queden bàsicament a peu pla.
Altrament, és evident que el plantejament original ha patit refaccions i transformacions importants a mesura que s'ha produït una especialització de l'espai i que la zona habitada ha anat guanyant espai a l'estable i el paller, fet que exigí una ampliació de l'edifici per la banda de ponent destinada al bestiar domèstic. L'obra de paredat amb cantonades travades, suporta una charpanta amb garbes de palla en el vèrtex foren reforçades amb dues files d'estertès per banda. La façana principal s'orienta a la banda de llevant, paral·lela a la "capièra" i conserva només com obertura la porta d'accés al primer pis (1,60 × 0,65 m), ja que la finestra ha estat paredada. La façana nord presenta tres nivells, dues portes (1,50 × 0,65; 1 × 0,60 m) que comuniquen amb la planta baixa i l'esmentat annex, una finestra amb porticons de color verd, desplaçada cap a la dreta, i el "penalèr" resolt amb un empostissat de teulons que manté una lluerna i que aixopluguen les pales de la teulada reforçades en el frontís per estructures de fusta i tirants. A l'altra banda, la paret de migdia queda pràcticament colgada, pràcticament només emergeix l'estructura graonada dels penaus que incorpora en el centre una humenèja de secció rectangular, perpendicular a l'eix principal, i d'obra semblantment resolta amb materials llossencs. La façana de ponent ha quedat pràcticament anul·lada.

## Història
Els habitatges sense especialització interior de l'espai van ser freqüents fins a principis del segle XX i semblen respondre a la transformació d'antics habitatges temporals en paraments. S.Temprado relaciona la casa de Bordius que conserva la teulada de palla amb la família Marqués Atés. La casa ha estat habitada fins aquests moments.